# Tim Halliday
Timothy „Tim“ Richard Halliday (* 11. September 1945 in Marlborough, Wiltshire; † 10. April 2019) war ein britischer Biologe, Herpetologe, Naturschützer und Tiermaler.

## Leben
Halliday war der Sohn von John Harrison und Edna Halliday, geborene Barlow. Seine Eltern waren Lehrer am Marlborough College. Er heiratete 1970 die Lehrerin Carolyn Bridget Wheeler, mit der er einen Sohn und zwei Töchter hat. Nach der Absolvierung des Marlborough College erwarb er 1967 am New College in Oxford den Bachelor of Arts mit Auszeichnung. 1968 erhielt er das Certificate in Education vom King’s College in Cambridge. Im selben Jahr trat er der von Niko Tinbergen geleiteten Animal Behaviour Research Group (ABRG) bei und begann seine Studien über das Balzverhalten von Molchen. Hier wurde vor allem seine zusammenfassende Darstellung der Balzsequenz der Teichmolche bekannt, die in mehreren Lehrbüchern wiedergegeben wurde. 1972 wurde er unter der Leitung von John Michael Cullen mit der A study of the behaviour of newts, being an investigation of the sexual behaviour of some species of the European genus Triturus zum Ph.D. an der University of Oxford promoviert.
Von 1972 bis 1977 war er Forschungsassistent in Zoologie an der University of Oxford. Von 1977 bis 1982 war er Lecturer in Biologie und ab 1982 war er Senior Lecturer in Biologie an der Open University in Milton Keynes, Buckinghamshire, bevor er 2009 als Professor in den Ruhestand ging.
1989 war Halliday einer der Hauptakteure bei der Organisation des Ersten Weltkongresses für Herpetologie an der University of Kent, Canterbury. Während er die Balz und Paarung britischer Molche in freier Wildbahn studierte, fiel ihm im Laufe der Jahre auf, dass die Anzahl der Tiere in seinen Studienteichen zurückgegangen war. Als die Teilnehmer des Kongresses ihre Aufzeichnungen verglichen, wurde ihnen klar, dass dasselbe überall auf der Welt geschah. Viele dieser Rückgänge wurden als „rätselhaft“ beschrieben, weil Frösche, Kröten, Molche und Salamander in angeblich geschützten Lebensräumen starben.
Im Anschluss an den Kongress gründeten Halliday und andere die Declining Amphibian Populations Task Force, die unter der Schirmherrschaft der IUCN stand. Halliday wurde 1994 zum internationalen Direktor gewählt, ein Amt, das er bis 2006 innehatte. Die Hauptaufgabe bestand darin, die Anzahl von Individuen verschiedener Arten an Orten auf der ganzen Welt zu erfassen, die Populationsdaten mit Umweltinformationen zu vergleichen und die vom Aussterben bedrohten Arten hervorzuheben.
Halliday schrieb zahlreiche Vorträge über vergleichende und evolutionäre Biologie und Neurowissenschaften und betrieb neben seiner konservatorischen Arbeit ein reges Programm der Grundlagenforschung.
Von 1990 bis 1998 gehörte er dem Rat der Zoological Society of London an und hatte den Vorsitz des Ausschusses für Naturschutz inne. Zu seinen Aufgaben in der öffentlichen Kommunikation gehörte die Beratung der BBC zu David Attenboroughs Sendungen Das Leben auf unserer Erde und Kaltblütig – Die Welt der Drachen, Echsen und Amphibien. 2016 veröffentlichte er das Werk The Book of Frogs: A life-size guide to six hundred species from around the world, ein populäres Handbuch über Frösche.
2016 wurde bei Halliday Lymphdrüsenkrebs diagnostiziert. Es stellte sich heraus, dass es sich um ein seltenes und tödliches Lymphom der T-Lymphozyten handelte. In den letzten Jahren seines Lebens arbeitete er als Tierillustrator und sammelte im September 2018 durch eine Ausstellung seiner Bilder von farbenprächtigen Amphibien und Vögeln Tausende von Pfund für die Lymphomforschung.

## Dedikationsnamen
Madhava Meegaskumbura und Kelum Manamendra-Arachchi benannten im Jahr 2005 die Froschart Pseudophilautus hallidayi aus Sri Lanka zu Ehren von Tim Halliday.

## Schriften
- Vanishing Birds, Holt, 1978.
- (mit F. M. Toates) Analysis of Motivational Processes, Academic Press, 1980.
- Sexual Strategy, University of Chicago Press, 1981.
- (mit P. J. B. Slater) Animal Behaviour, Band I: Causes and Effects, Band II: Communication, Band III: Genes, Development, and Learning, Blackwell Scientific, 1983.
- (mit Kraig Adler) The Encyclopedia of Reptiles and Amphibians, Facts on File, 1986.
- (mit Kraig Adler) Reptiles and Amphibians, Torstar, 1986, DK Publishing, 2001.
- (mit Marian Stamp Dawkins und Richard Dawkins) The Tinbergen Legacy, Chapman and Hall, 1991.
- (mit Basiro Davey) Human Biology and Health: An Evolutionary Approach, Open University Press, 1994, 3. Auflage, 2001.
- (mit Marion Hall) Behavior and Evolution, Springer Verlag, 1998.
- The Senses and Communication, Springer, 1998.
- The Firefly Encyclopedia of Reptiles and Amphibians, Firefly Books, 2002.
- The Book of Frogs: A life-size guide to six hundred species from around the world, 2016.